# Свети Николай (Афитос)
„Свети Николай“ (на гръцки: Αγίου Nικολάου) е възрожденска православна църква, разположена в село Афитос на полуостров Касандра.
Църквата е построена през ΧΙΧ век в Льоси на мястото на раннохристиянска църковен базиликален комплекс. В зидарията са използвани елементи от античната църква.
В 1995 година църквата е обявена за паметник на културата.